# Индра Адхикари
Индра Адхикари (англ. Indra Adhikari или I. P. Adhikari) — бутанский журналист, диссидент. Временно находился в изгнании в Непале, а затем в Австралии. Основатель Бутанской службы новостей.

## Биография
Адхикари был вынужден покинуть Бутан вместе со своей семьёй в 1992 году. В 2004 году вместе с Видхапати Мишра создал «Ассоциацию активистов свободы печати» (APFA) Бутана, а в 2007 году — Бутанскую службу новостей. Будучи беженцем в Непале, Адхикари работал в службах новостей «Рассвет Непала», «The Himalayan Times», «Национальный еженедельник» (англ. Nation Weekly) и интернет издании «Nepalnews.com».
С 2006 по 2010 год Адхикари преподавал журналистику и развитие коммуникации для бакалавров и магистров в колледже «Журналистики и массовых коммуникаций». Затем в рамках программы переселения УВКБ ООН для беженцев из Бутана он переехал в Австралию. В Аделаиде (Австралия) Адхикари основал еженедельную радиопрограмму на непальском языке «Юба Сансар», которая транслируется на местном радио.